# ستيف هولت
ستيف هولت هو عازف بيانو ومغني وملحن وكاتب أغاني كندي، ولد في 9 أبريل 1954.